# Stazione di San Giovanni Suergiu
Stazione di San Giovanni Suergiu 1974-ben bezárt vasútállomás Olaszországban, Szardínia régióban, San Giovanni Suergiu településen.

## Vasútvonalak
Az állomást az alábbi vasútvonalak érintették:
- San Giovanni Suergiu-Iglesias-vasútvonal
- Siliqua-San Giovanni Suergiu-Calasetta-vasútvonal

## Kapcsolódó állomások
A vasútállomáshoz az alábbi állomások vannak a legközelebb: 
- Serbariu railway station
- Santa Caterina railway station
- Tratalias railway station